# Uvac
Uvac (Servisch cyrillisch Увац) is een plaats in de Servische gemeente Sjenica. De plaats telt 18 inwoners (2002).